# Regulační plán
Regulační plán (RP) je součást územně plánovací dokumentace (ÚPD), kterou kromě něj tvoří ještě zásady územního rozvoje (ZÚR) a územní plán (ÚP).
Zatímco zásady územního rozvoje se zpracovávají pro území kraje a územní plány se zpracovávají pro území obce, regulační plány se zpracovávají jen pro část obce (výjimečně u malých obcí mohou být zpracovány i pro celé území) a jsou mnohem podrobnější. "Základní jednotkou" regulačního plánu je pozemek.
Regulační plán v řešené ploše stanoví podrobné podmínky pro využití pozemků, pro umístění a prostorové uspořádání staveb, pro ochranu hodnot a charakteru území a pro vytváření příznivého životního prostředí a vymezí veřejně prospěšné stavby nebo veřejně prospěšná opatření.
Regulační plán nahrazuje v řešené ploše ve schváleném rozsahu územní rozhodnutí a je závazný pro rozhodování v území. Regulační plán nenahrazuje územní rozhodnutí v nezastavěném území.
Regulační plán může nahradit plán společných zařízení komplexních pozemkových úprav.
Výkresy se zpracovávají a vydávají zpravidla v měřítku 1:1000, popřípadě 1:500, s výjimkou výkresu veřejně prospěšných staveb, opatření, a asanací, který se vydává v měřítku katastrální mapy. Výkres širších vztahů je v měřítku hlavního výkresu územního plánu.
Regulační plán není retroaktivní, tzn. nevztahuje se na to, co v daném místě už stálo před jeho vydáním.
Regulační plán musí být v souladu s platným územním plánem a zásadami územního rozvoje.

## Pořízení regulačního plánu
Regulační plán je pořizován:
- z podnětu nebo
- na žádost

O pořízení regulačního plánu z podnětu může rozhodnout z vlastního nebo jiného podnětu :
- zastupitelstvo kraje v ploše nebo koridoru vymezeném zásadami územního rozvoje,
- zastupitelstvo obce v ploše nebo koridoru řešeném územním plánem,
- zastupitelstvo obce, není-li vydán územní plán, v zastavěném území nebo v nezastavěném území jen tehdy, pokud se nemění jeho charakter nebo pokud nahrazuje plán společných zařízení komplexních pozemkových úprav
- Ministerstvo obrany v ploše, která je součástí vojenského újezdu

Regulační plán na žádost lze vydat na žádost fyzické nebo právnické osoby, pokud to stanoví zásady územního rozvoje nebo územní plán (v tomto případě musí být jejich součástí i zadání regulačního plánu).

### Pořízení RP z podnětu
Podnět k pořízení RP obsahuje návrh zadání, pokud není součástí územně plánovací dokumentace.
Podnět se podává u kraje nebo obce příslušné k vydání regulačního plánu. Příslušné zastupitelstvo rozhodne o pořízení regulačního plánu a předá návrh zadání upravený podle svých požadavků pořizovateli.
Návrh zadání pořizovatel vystaví k veřejnému nahlédnutí a zašle dotčeným orgánům. Každý může uplatnit požadavky.
Na základě uplatněných požadavků pořizovatel upraví návrh zadání a předloží jej příslušnému zastupitelstvu ke schválení.
Na základě schváleného zadání pořizovatel zajistí zpracování:
- návrhu regulačního plánu
- dokumentace vlivů provedení záměru na životní prostředí
- posouzení vlivu záměru na evropsky významnou lokalitu nebo ptačí oblast, pokud orgán ochrany přírody ve svém stanovisku k návrhu zadání takovýto vliv nevyloučil.

Koná se společné jednání (obce a dotčených orgánů (DO)). DO mohou uplatnit stanoviska, musí jim být umožněno nahlížet do návrhu RP.

### Pořízení RP na žádost
Žádost se podává u příslušného pořizovatele.
K žádosti žadatel připojí
- stanoviska, popřípadě rozhodnutí dotčených orgánů, včetně stanoviska k posouzení vlivů provedení záměru na životní prostředí, pokud záměr řešený regulačním plánem toto posouzení vyžaduje,
- posouzení vlivu na evropsky významnou lokalitu nebo ptačí oblast
- návrh regulačního plánu upravený na základě stanovisek dotčených orgánů,
- vyhodnocení souladu návrhu regulačního plánu se zadáním,
- údaje o vlivu záměru na území a o jeho nárocích na veřejnou dopravní a technickou infrastrukturu a vyjádření vlastníků této infrastruktury atd…

### Vydání regulačního plánu
O návrhu regulačního plánu projednaném s dotčenými orgány se koná veřejné projednání, kde je přítomna i veřejnost. Návrh regulačního plánu pořizovatel doručí veřejnou vyhláškou a vystaví k veřejnému nahlédnutí v obci a u pořizovatele.
Na základě výsledků projednání návrhu regulačního plánu pořizovatel zajistí úpravu návrhu nebo jej předá žadateli k úpravě. Dojde-li na základě veřejného projednání k podstatné úpravě návrhu regulačního plánu, koná se opakované veřejné projednání.
Pořizovatel předkládá zastupitelstvu příslušné obce nebo kraje návrh na vydání regulačního plánu s jeho odůvodněním.
Příslušné zastupitelstvo vydá regulační plán formou opatření obecné povahy po ověření, že není v rozporu s výsledky projednání a s ostatními požadavky.

## Typy regulačních plánů
- pro zastavitelné plochy
- pro přestavbu (v současně zastavěném území)
- pro ochranu hodnotných území (městské památkové rezervace)
- pro nezastavitelné území (pro krajinnou složku – místo plánu společných zařízení KPÚ )